# 黃尾光鰓魚
黃尾光鰓魚，又稱黃尾光鰓雀鯛，俗名為厚殼仔，為輻鰭魚綱鱸形目隆頭魚亞目雀鯛科的其中一種。

## 分布
本魚分布於印度太平洋區，包括馬爾地夫、印尼、台灣、日本、中國、菲律賓、澳洲北部、密克羅尼西亞、索羅門群島、斐濟、馬里亞納群島、帛琉、馬紹爾群島、新喀里多尼亞、東加、美屬薩摩亞、社會群島等海域。

## 深度
水深0至40公尺。

## 特徵
本魚體呈橢圓形而側扁，體呈暗褐色，體背部顏色較深，而腹部顏色較淡略黃，其特徵乃背鰭末端以後的尾柄及尾鰭白色，背鰭和臀鰭末稍為白色。眼中大，上側位。口小，上頜骨末端僅及眼前緣；齒細小，圓錐狀。體被大櫛鱗；側線之有孔鱗片16至19個。背鰭鰭棘部中央鰭條較長，而使鰭棘部呈矢狀。尾鰭深分叉且上下葉末端尖，上葉較長。其體色會隨成長而有所改變，不同區域的於其體色亦可不同，幼魚多呈灰藍色，且後端呈黃色。背鰭硬棘13枚；軟條10至11枚；臀鰭硬棘2枚；軟條9至10枚。體長可達17公分。

## 生態
本魚棲息於岩礁外緣水域，屬雜食性，常單獨或數尾一起在10至40公尺的水域游走。

## 經濟利用
為食用性魚，油炸使骨酥，則美味，亦可觀賞魚。